# Брюс Лай
Брюс Лай (кит.: 何宗道; англ. Bruce Li; 1950, Тайвань) — кіноактор, майстер бойових мистецтв, дублер Брюса Лі при зйомках фільмів Bruceploitation. Справжнє ім'я — Чунг Тео Хо. Здобув широку популярність після виходу гонконзької картини Нг Сіюеня «Легенда про Брюса Лі» (1976).

## Біографія
Брюс Лай народився на Тайвані 5 червня 1950 року. Бойові мистецтва він почав вивчати ще в дитинстві. В школі Чунг Тео Хо вивчав дзюдо і тхеквондо, а після школи вступив до інституту фізкультури.

## Кар'єра
Вперше він з'явився на екрані в 1972-му році в тайваньських кунгфу-бойовиках «Потрійна дуель» (Triangular Duel) і «Смертельна дуель» (Death Duel).
Наприкінці 1973-го, після смерті Брюса Лі, він укладає контракт з компанією Джиммі Шоу Atlas Films і в 1974-му році з'являється «Брюс Лі — історія Дракона» (Bruce Lee — A Dragon Story).
Офіційно ця кінострічка вважається першим новому жанрі «Bruceploitation» — тобто, кунгфу-бойовиках, творці яких обігравали схожість своїх головних акторів з померлою зіркою. Як говорив Хо згодом, планувалося, що на цьому фільмі клонування Брюса Лі закінчиться, але Джиммі Шоу вирішив по-іншому — в наступному році з'являються ще два фільми з серії «Bruceploitation»: «Брюс Лі проти суперменів» (Bruce Lee against Supermen, 1975) і «Прощай, Брюс Лі: Його остання гра смерті» (Goodbye Bruce Lee: His Last Game of Death, 1975). Для них Джиммі Шоу пропонує Хо Чунг Тао змінити його ім'я на Брюс Лай, і актор погоджується, тим самим запустивши моду на псевдоніми з ім'ям Брюс.
Вся друга половина 70-х пройшла для Брюса Лая під знаком Bruceploitation — з 24 фільмів, в яких він знявся з 1976 по 1979 роки, лише в одиницях він зображав не клона Брюса Лі. Втім, незважаючи на невдоволення Брюса Лайа своїм амплуа, критики схвально оцінювали його роботи.
З кінця 70-х пробував себе також як режисер.

## Фільмографія

### Актор
1. Кіно помсти (1994) / Cinema of Vengeance
2. Jun ji wei an fu (1992) / Jun ji wei an fu
3. Hei se zou lang (1991) / Hei se zou lang … Вон Лон
4. La filière chinoise (1990) / La filière chinoise … Вон
5. Завдання — знищити (1987) / Return of the Kickfighter … Quan Nhien
6. Ніндзя на Великій стіні (1987) / Long huo chang cheng
7. Cameroon Connection (1985) / Cameroon Connection … Брюс
8. Amazing Masters of Martial Arts (відео) (1985) / Amazing Masters of Martial Arts
9. Bruce's Fists of Vengeance (1984) / Bruce's Fists of Vengeance … Пітер
10. Shen long meng hu (1982) / Shen long meng hu … Hwang Lung
11. Supergang (1982) / Supergang … Алан
12. Shen tan guang tou mei (1982) / Shen tan guang tou mei … Тан Лун
13. Ніндзя завдає удару у відповідь (1982) / Xiong zhong … Брюс (режисером і актором виступив не Брюс Лай, а Брюс Лє)
14. Брюс і кулак дракона (1981) / Ying zhua xiao zi
15. Jue dou si wang da (1981) / Jue dou si wang da
16. Yuan yin (1981) / Yuan yin
17. Enter Another Dragon (1981) / Enter Another Dragon
18. Salt, Pepper and Soy Sauce (1981) / Salt, Pepper and Soy Sauce
19. Брюс проти Білла (1981) / Long hu zheng ba
20. Китайський коротун (1981) / Long de ying zi … Чан Вей
21. Yan jing she (1981) / Yan jing she
22. Da Mo wu ying quan (1980) / Da Mo wu ying quan … Ван Лун
23. Challenge of the Tiger (1980) / Challenge of the Tiger … Хуан Лун
24. Молодий Брюс Лі (1980) / Zui she xiao zi … Брюс Лі
25. Гра на смерть (1980) / Si wang mo ta … Чан
26. Повернення тигра (1979) / Da juan tao … Чан Он
27. Брюс — супергерой (1979) / Bruce the Super Hero … Брюс
28. Re-enter the Dragon (1979) / Re-enter the Dragon
29. Сліпі кулаки Брюса (1979) / Mang quan gui shou
30. Золота петля (1979) / Hui feng hao huang jin da feng bao
31. Кулак люті 3 (1979) / Jie quan ying zhua gong … Chen Shen
32. Вихід трьох драконів (1979) / Da chu tou
33. Da jiao tou yu sao niang zi (1979) / Da jiao tou yu sao niang zi
34. Страшна помста Брюса Лі (1978) / Yan bao fu … Huang Kin-lung
35. Смертельний удар (1978) / Shen long
36. Великий герой (1978) / Dai ying xiong
37. Fu ji (1978) / Fu ji … Lee Min-Chin
38. Huo shao shao lin men (1978) / Huo shao shao lin men
39. Pi li long quan (1978) / Pi li long quan
40. Це — Брюс Лі (1978) / Meng nan da zei yan zhi hu … Дракон
41. Останній кулак люті (1978) / She nu yu chao … Chang Wan-li
42. Mao quan (1978) / Mao quan
43. Bu ze shou duan (1978) / Bu ze shou duan … Lee Tien-yee
44. Брюс Лі в Новій Гвінеї (1978) / She nu yu chao … Вань Лі
45. Lao gu lao nu lao shang lao (1978) / Lao gu lao nu lao shang lao … Fang Pao
46. Непереможний Брюс Лі (1978) / Nan yang tang ren jie … Юй Фун
47. Нова гра смерті (1977) / Yung chun ta hsiung
48. Meng long jing dong (1977) / Meng long jing dong
49. Shen wei san meng long (1977) / Shen wei san meng long … Брюс Лі
50. Брюс і кунг-фу монастиря Шао-Лінь (1977) / Da mo tie zhi gong
51. Секрет Брюса Лі (1977) / Yang chun da xiong … Брюс
52. Bei po (1977) / Bei po
53. Кулак люті 2 (1977) / Jing wu men xu ji … Chen Shen
54. Tang Shan a di (1977) / Tang Shan a di
55. Молодий дракон (1976) / Young Dragon
56. Брюс Лі, ми сумуємо за тобою (1976) / Jin se tai yang … Брюс
57. Enter the Panther (1976) / Enter the Panther
58. Tang shan er xiong (1976) / Tang shan er xiong
59. Смертельні пальці Брюса (1976) / Lung men bei chi
60. Іде дракон, з'являється тигр (1976) / Tian whang jou whang … David Lee / Tiger
61. Легенда про Брюса Лі (1976) / Li Xiao Long zhuan qi … Брюс Лі
62. Zhong yuan biao ju (1976) / Zhong yuan biao ju … Li Ti-lung
63. Прощай, Брюс Лі (1975) / Xin si wang you hu … Lee Hsaio Lung
64. Gui ji (1975) / Gui ji … Shih Yu-lung
65. Суперінфрамен (1975) / Zhong guo chao ren … Xiaolong
66. Da che fu (1974) / Da che fu
67. Guangdong hao han (1974) / Guangdong hao han
68. Huang Fei Hong yi qu Ding Cai Pao (1974) / Huang Fei Hong yi qu Ding Cai Pao
69. Вулиця пліток (1974) / Duo ju jie
70. Heung gong chat sup sam (1974) / Heung gong chat sup sam
71. Китайська залізна людина (1973) / Zhong guo fu ren
72. Bi hu you long (1972) / Bi hu you long
73. E bao (1972) / E bao

### Режисер
1. Jun ji wei an fu (1992) / Jun ji wei an fu
2. Hei se zou lang (1991) / Hei se zou lang
3. Ніндзя на Великій стіні (1987) / Long huo chang cheng
4. Ніндзя завдає удару у відповідь (1982) / Xiong zhong
5. Китайський коротун (1981) / Long de ying zi
6. Challenge of the Tiger (1980) / Challenge of the Tiger
7. Молода Брюс Лі (1980) / Zui she xiao zi
8. Брюс — супергерой (1979) / Bruce the Super Hero
9. Fu ji (1978) / Fu ji

### Продюсер
1. Challenge of the Tiger (1980) / Challenge of the Tiger
2. Брюс — супергерой (1979) / Bruce the Super Hero

### Сценарист
1. Challenge of the Tiger (1980) / Challenge of the Tiger

### Актор: Хроніка, в титрах не вказано
1. Джекі Чан: Швидкий, веселий і лютий (відео) (2002) / Jackie Chan: Fast, Funny and Furious … Bruce Lee, хроніка
2. Брюс Лі і манія Кунг Фу (1992) / Bruce Lee and Kung Fu Mania … хроніка
3. Katilon Ke Kaatil (1981) / Katilon Ke Kaatil … Kung Fu Boss, в титрах не вказаний

### Актор: Грає самого себе
1. Неповторний Брюс Лі (відео) (2001) / Unbeatable Bruce Lee, The … грає самого себе, хроніка
2. Кращі бійці (відео) (1995) / Top Fighter … грає самого себе